# Colchicum mirzoevae
Colchicum mirzoevae là một loài thực vật có hoa trong họ Colchicaceae. Loài này được (Gabrieljan) K.Perss. mô tả khoa học đầu tiên năm 2007.